# 基娜·罗思哈默
基娜·罗思哈默（英語：Keena Rothhammer，1957年2月26日—），美国女子游泳运动员。她曾代表美国参加1972年夏季奥林匹克运动会游泳比赛，获得女子800米自由泳金牌和女子200米自由泳铜牌。